# 全日空酒店

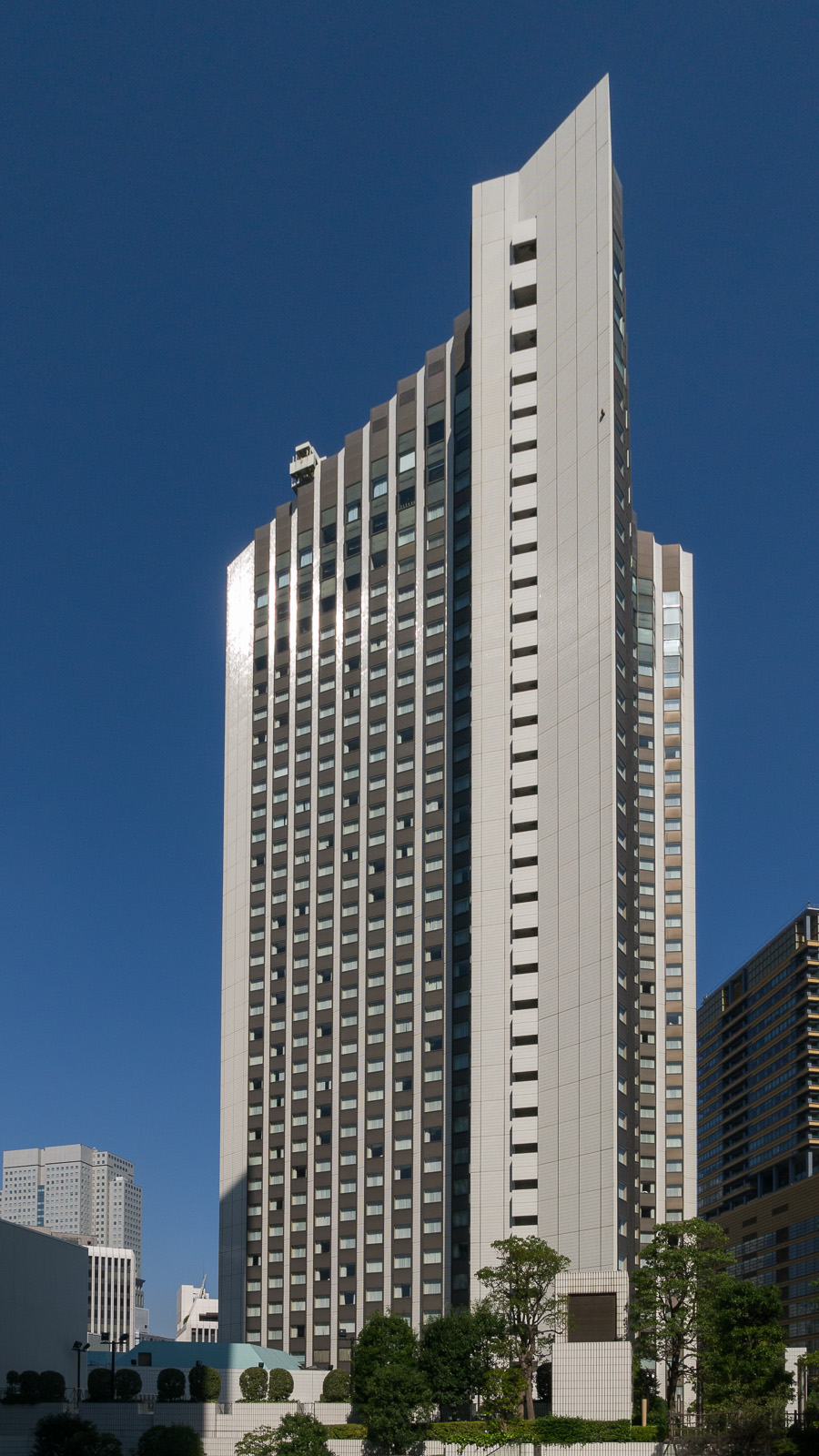
東京全日空酒店（現更名為ANA東京洲際酒店，赤坂Ark Hills内）

全日空酒店（日语：全日空ホテル，ANA HOTEL）是全日本空輸（ANA）的酒店部門子公司，負責ANA酒店&渡假酒店的經營。實際上各酒店除了直營（或全日空集團公司經營）外，還有由獨立特許經營公司經營、與單純業務合作之分。原來於歐美、東南亞及澳洲等地積極開展，但於1999年左右把外地酒店售賣與整理，現在與日航酒店同様以日本國内為發展中心。
2007年與洲際酒店集團成立合資公司IHG-ANA，使全日空直營、管理或特許經營酒店均與洲際酒店集團合夥經營並分享利潤；旗下網絡之酒店也陸續由全日空酒店品牌也陸續更換為洲際酒店集團旗下三個品牌：洲際酒店、皇冠假日、假日酒店經營。這份戰略夥伴協議在2016年再度延續二十年至2036年。

## 概要
- 總社：東京都
- 營業所（日本國內）：北海道、東日本、中部、西日本
- 營業所（日本國外）：北美地區銷售辦公室、香港地區銷售辦公室
- 会員制度：ANA Hotels Member

## 酒店

### 北海道
- 札幌ANA皇冠假日酒店（原稱札幌全日空酒店）
- 千歳ANA皇冠假日酒店（原稱千歳全日空酒店）
- 釧路ANA皇冠假日酒店（原稱釧路全日空酒店）

（藤田觀光作加盟連鎖）
- 稚内ANA皇冠假日酒店（原稚内全日空酒店）
- 函館Harbor View酒店（業務提携）

### 東北・信越
- Hotel Castle（山形市。業務提携）
- 万代Silver酒店（新潟市。業務提携）
- 富山全日空酒店（株式会社ANA酒店富山 經營）
- 金澤全日空酒店

### 關東
- 成田ANA皇冠假日酒店（原稱成田全日空酒店）
- 東京全日空洲際酒店（原稱東京全日空酒店）
- ANA東京詩穎洲際飯店（ANA InterContinental The Strings, 原稱Strings Hotel，株式会社ANA酒店品川 經營）

### 東海
- 名古屋ANA皇冠假日酒店Grand Court（原稱Hotel GrandCourt名古屋，同名企業作加盟連鎖）

### 關西
- 京都ANA皇冠假日酒店（原稱京都全日空酒店，裕進觀光作加盟連鎖）
- 大阪ANA皇冠假日酒店（原稱大阪全日空酒店，株式会社ANA酒店大阪 經營）

### 中國
- 米子ANA皇冠假日酒店

（原稱米子全日空酒店，株式会社酒店Management米子作加盟連鎖）
- 岡山ANA皇冠假日酒店

（原稱岡山全日空酒店，株式会社Net作加盟連鎖）
- 廣島ANA皇冠假日酒店（原稱廣島全日空酒店）
- 宇部ANA皇冠假日酒店

（原稱宇部全日空酒店，株式会社UBE酒店（全日空集團與宇部興産合併）作加盟連鎖）

### 四國
- 松山全日空酒店

### 九州
- 福岡ANA皇冠假日酒店（原稱博多全日空酒店）
- 長崎ANA皇冠假日酒店Cloverhill（原稱長崎全日空酒店Cloverhill）
- 熊本ANA皇冠假日酒店NEWSKY（原稱熊本全日空酒店NEWSKY，此前舊稱為NEWSKY酒店　業務提携）

### 沖繩
- 沖繩ANA皇冠假日酒店Harbor View（原稱沖繩Harbor View酒店，沖繩全日空酒店株式会社經營）
- ANA万座海濱洲際度假酒店（原稱万座海灘酒店＆渡假村，沖繩全日空Resort株式会社經營）
- ANA石垣洲際度假酒店（原稱石垣全日空酒店＆渡假村，石垣全日空Resort株式会社經營）
- 沖繩Royal View酒店（沖繩全日空酒店株式会社經營）
- Laguna-garden酒店
- 久米島Eef海灘酒店

### 過往網絡
- ANA Grand Castle Hotel 西安 （中國）
- ANA酒店黃金海岸 （澳洲）
- Grand Hotel 維也納 （奧地利）
- 全日空Gate Tower酒店名古屋，現已由JR東海直接經營
- 全日空酒店Clement高松

（JR四國酒店開發作加盟連鎖，現已由JR四國直接經營）
- 豪斯登堡JR全日空酒店

（JR九州豪斯登堡酒店作加盟連鎖，現JR九州改與日航酒店取用大倉酒店品牌特許經營）
- 大分全日空酒店Oasis Tower

（エフ・ティー・シー酒店開發作加盟連鎖，現エフ・ティー・シー酒店開發改與日航酒店取用日航酒店品牌特許經營）

## 外部連結
- 全日空酒店

1. ↑  IHG and ANA HOLDINGS Announce Extended Strategic Partnership, 11 April 2016